# Dawning
『Dawning』（ドーニング）は、日本のロックバンド、9mm Parabellum Bulletの5枚目のフルアルバム。2013年6月26日発売。

## 解説
- 前作『Movement』から約2年振りとなるフルアルバム。
- 完全生産限定盤には、過去のMVを収録したDVD付き。

## 収録曲
1. The Lightning
（作詞：菅原卓郎　作曲：滝善充）
2. Grasshopper
（作詞：菅原卓郎　作曲：中村和彦）
3. Answer And Answer
（作詞：菅原卓郎　作曲：滝善充）
5thシングル。
4. Zero Gravity
（作詞・作曲：かみじょうちひろ）
5. シベリアンバード 〜涙の渡り鳥〜
（作詞：菅原卓郎　作曲：滝善充）
6. Scarlet Shoes
（作詞：菅原卓郎　作曲：滝善充）
7. コスモス
（作詞：菅原卓郎　作曲：滝善充）
8. Wild West Mustang
（作曲：滝善充）
9. Starlight
（作詞：菅原卓郎　作曲：滝善充）
10. ハートに火をつけて(ALBUM Ver.)
（作詞：菅原卓郎　作曲：滝善充）
4thシングルのアルバムバージョン。
11. Caution!!
（作詞：菅原卓郎　作曲：中村和彦）
12. 黒い森の旅人
（作詞：菅原卓郎　作曲：滝善充）
MVが制作されている。
13. The Silence
（作詞：菅原卓郎　作曲：滝善充）